# Вооружённые силы Гренландии

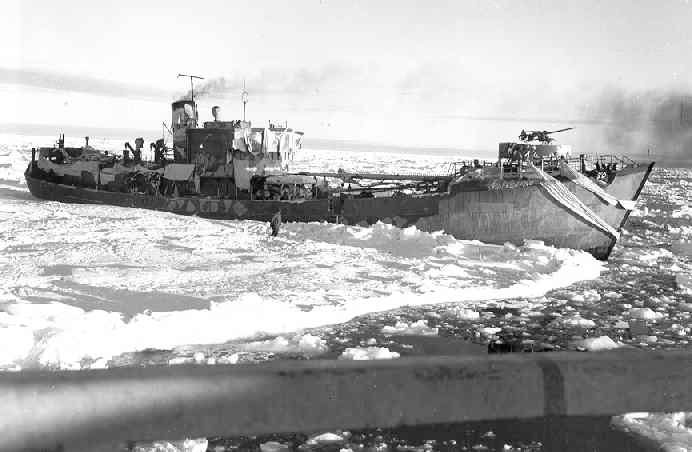
Немецкий транспортный корабль «Externsteine», захваченный американцами у берегов Гренландии

Вооружённые силы Гренландии — военная структура автономной государственной власти Гренландии, подчиняющаяся Островному командованию Гренландии. Вооружённые силы автономии были созданы в 2009 году, после референдума по вопросу расширения автономии. Население Гренландии поддержало идею о создании вооружённых сил (72 % явки избирателей, 75 % голосов в пользу создания собственных формирований). В результате правительства Дании и Гренландии договорились о постепенном создании силовых структур Гренландии.

## История

### Ранний период
Первые датские военные соединения появились в Гренландии в 18 веке — тогда на западном побережье Гренландии высадился Ханс Эгеде и основал город Готхоб. Датские военные были призваны охранять колонию и китобоев от набегов и грабежей. Летом 1932 года была проведена аэрофотосъёмка Гренландии. Её провёл картографический институт, находившийся в подчинении у министерства обороны Дании.

### Вторая мировая война
9 апреля 1940 года в пять часов утра Третий Рейх начал войну против Дании и Норвегии. Уже в 7:20 датский король Кристиан X приказал датским вооружённым силам прекратить сопротивление. Около 10 часов началась демобилизация датской армии. В это время гренландская администрация отказалась подчиняться приказам датского коллаборационистского правительства. Власти организовали из охотников и рыбаков так называемые «Северо-восточный гренландский санный патруль», для предотвращения возможной высадки германских войск в Гренландии. На восточном берегу острова уже находилось несколько секретных метеостанций, с которых получали данные для предсказаний погоды на европейском театре военных действий, а также для планирования операций U-boat. Поэтому действия Дании по уничтожению этих станций имели важное значение как для Битвы за Атлантику, так и для воздушных и наземных сражений в Европе, несмотря на значительное географическое удаление от основных мест боевых действий. В ходе войны «Северо-восточный гренландский санный патруль» обнаружил немецкую метеостанцию Holzauge на северо-восточном побережье острова Сэбин, которая была затем уничтожена американскими бомбардировщиками ВВС сухопутных войск из Исландии. За всё время Второй мировой войны один боец патруля был убит в бою, двое захвачены в плен, но вскоре бежали и вернулись в строй.
9 апреля 1941 года Хенрик Кауфман, посол Дании в США, отказавшийся признать оккупацию Дании Третьим рейхом, подписал с правительствами США и Канады соглашение, согласно которому военно-воздушные силы США имели право использовать базы на территории Гренландии. Со своей стороны Соединённые Штаты взяли на себя снабжение острова. В ответ датское правительство уволило Кауфмана с государственной службы. В ходе войны на территории Гренландии было построено 17 военных баз и аэропортов.

### Холодная война
После окончания Второй мировой Дания вернула себе контроль над Гренландией и в 1946 году было основано «Командование ВМС Гренландии», переименованное в 1951 году в «Островное командование Гренландии». В 1950 году, в условиях Холодной войны, Дания приняла решение о развёртывании постоянного военного присутствия в Гренландии; тогда патруль получил название «Resolut», тремя годами позже был переименован в честь звезды Сириус, крупнейшей в созвездии Большого Пса. Данное подразделение находилось в ведении Островного командования Гренландии и датского флота. США, в свою очередь, были заинтересованы в наличии своих баз на территории Гренландии и даже предлагали Дании купить остров у неё, однако правительство Королевства ответило отказом под нажимом СССР.
В 1949 году была создана организация Североатлантического договора и 27 апреля 1951 был подписан американо-датский договор о военном присутствии США в Гренландии. Согласно договору войска США получали свободу передвижения по территории острова и должны были уважительно относиться к местным жителям и администрации острова.
Военный аэродром в Нарсарсуаке был расширен и стал общей датско-американской базой. В конце 1953 было в 140 километрах от военной базы Кангерлуссуаке была обнаружена американская метеостанция, о постройке которой датским властям не сообщала. В 1954 году была расширена авиабаза Туле, на которой была установлена система ПВО и размещено ядерное оружие. Находившийся ранее на этой территории посёлок инуитов пришлось выселить.
В 1958 году был запущен проект «Ледяной червь», предусматривавший размещение сети мобильных ядерных ракетных стартовых площадок под ледяным щитом острова Гренландия. На определённом этапе реализации проекта было выявлено, что перемещение ледников внутри ледяного щита намного более интенсивно, чем ожидалось при планировании, и разрушение возведенных во льду объектов наступало приблизительно через 2 года после их строительства. На основании этих данных в 1966 году проект был закрыт.
С 1961 года Стратегическое командование ВВС США проводило операцию «Хромированный купол», заключавшуюся в постоянном боевом патрулировании в воздухе, которое проводилось стратегическими бомбардировщиками с термоядерным оружием на борту, в готовности нанести удар по целям на территории СССР. С конца 1961 года в рамках операции стали выполняться задания под кодовым названием «Хард Хэд» (англ. Hard Head) по постоянному визуальному наблюдению за радиолокационной станцией на авиабазе Туле, служившей ключевым компонентом системы раннего предупреждения о ракетном нападении BMEWS. Целью «Хард Хэд» было получение оперативной оценки ситуации в случае нарушения связи со станцией, позволявшее определить, не было ли такое нарушение результатом атаки со стороны СССР. Самолёты, действовавшие в рамках этого задания, также несли термоядерные бомбы. После авиакатастрофы над Паломаресом в январе 1966 года операция «Хромовый купол» была значительно сокращена. С 1967 года единственным заданием, которое продолжалось выполняться, было наблюдение за базой Туле. 21 января 1968 года произошла авиакатастрофа над базой Туле, когда после возникновения пожара на борту стратегического бомбардировщика B-52 экипаж был вынужден экстренно покинуть самолёт над базой ВВС США Туле в Гренландии, и неуправляемая машина потерпела крушение вблизи от базы. Катастрофа вызвала серьёзный кризис в датско-американских отношениях, так как ещё в 1957 году Дания объявила всю территорию королевства безъядерной зоной, а авария бомбардировщика с ядерным оружием на борту вызвала волну подозрений в обществе и ряд запросов относительно соблюдения правительством взятых на себя обязательств. С точки зрения американской стороны сделанные заявления не соответствовали взаимным договорённостям и привели к ещё большему углублению кризиса и началу интенсивных четырёхмесячных переговоров, закончившихся подписанием нового соглашения о военном сотрудничестве
Документы времён холодной войны, рассекреченные в США в 90-е годы, противоречили заявлениям датского руководства и спровоцировали разразившийся в 1995 году в Дании политический скандал, получивший в прессе название «Тулегейт». Фолькетинг поручил Датскому институту международных отношений изучить историю полётов американских бомбардировщиков над Гренландией и роль авиабазы Туле в этих операциях. Двухтомный отчёт института был опубликован 17 января 1995 года и, хотя и подтвердил, что полёты американских бомбардировщиков с ядерным оружием в воздушном пространстве Гренландии совершались регулярно, установил, что американское правительство действовало «добросовестно», а вина лежит главным образом на правительстве Дании и, в частности, на бывшем премьер-министре Хансе Кристиане Хансене. Кроме того, исследование установило, что, вопреки заверениям министра иностранных дел Нильса Петерсона, ядерное оружие находилось не только в воздушном пространстве Гренландии, но и складировалось непосредственно на авиабазе Туле вплоть до 1965 года. Также отчёт впервые опубликовал детали секретного американского проекта «Ледяной червь».

### Новейшее время

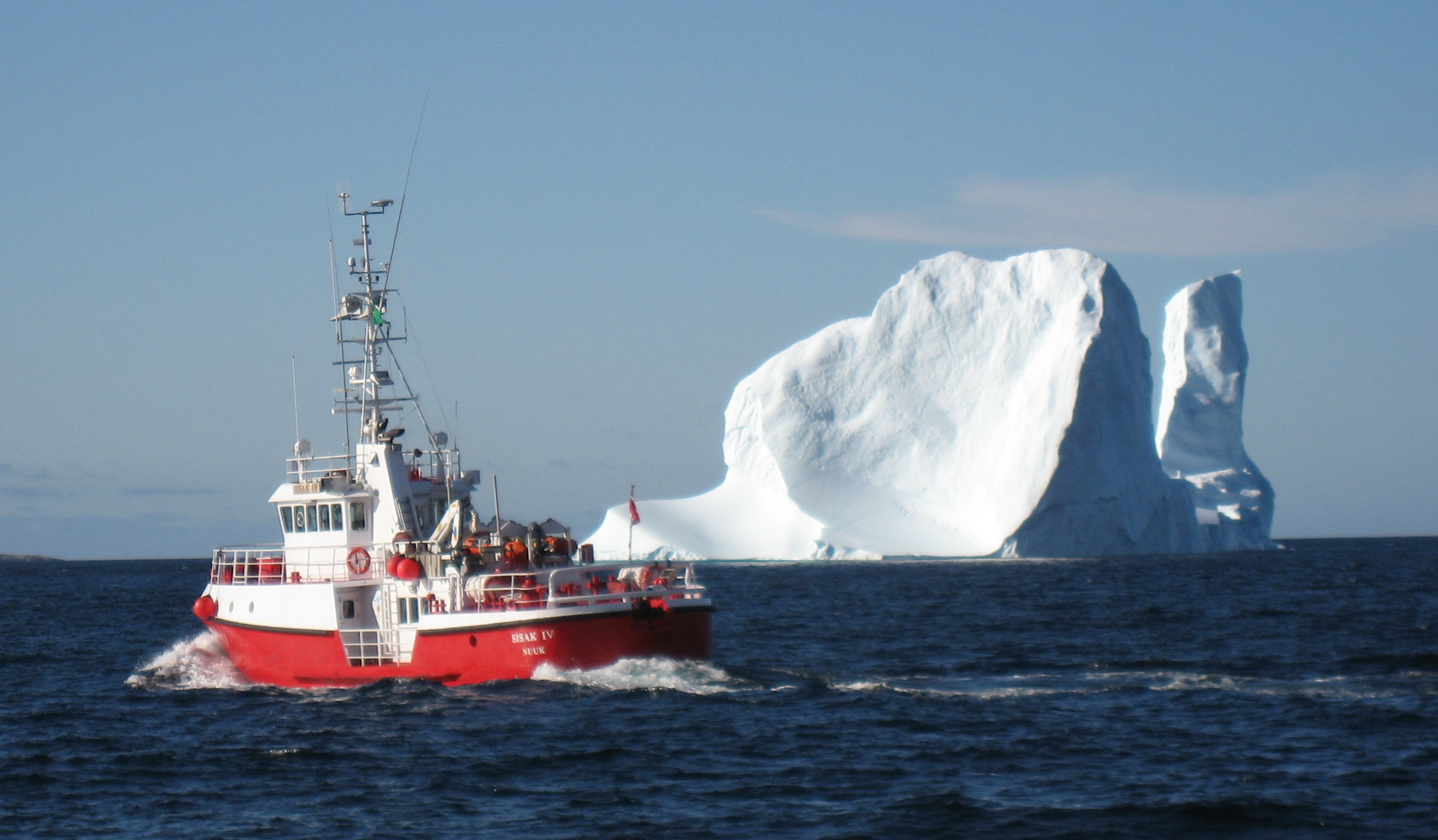
Ледокол «Sisak IV»

В 2009 году в Гренландии был проведён референдум по вопросам расширения автономии острова. Население Гренландии поддержало идею о создании вооружённых сил (72 % явки избирателей, 75 % голосов в пользу создания собственных формирований). В результате правительства Дании и Гренландии договорились о постепенном создании силовых структур Гренландии. 31 октября 2012 года Островное командование Гренландии было объединено с Командованием Фарерских островов, образовав Арктическое командование, штаб которого располагается в столице Гренландии — Нууке.

## Текущая ситуация
На данный момент 60 военнослужащих гренландских командос размещены в порте Кангилиннгуит. Командос несёт ответственность за оборону Гренландии, выполняет функции береговой охраны, проводит патрулирование вокруг морских границ Гренландии и осуществляет поисково-спасательные операции. В Данеборге дислоцируется лыжный патруль «Сириус», занимающийся глубинной разведкой и поддержанием суверенитета Дании в северной и восточной части Гренландии, включая самый большой в мире национальный парк. Руководит этими подразделениями Арктическое командование.
Американские войска численностью 131 человек (по состоянию на 2007 год) сейчас размещаются на авиабазе Туле. Датские военные представлены офицером связи.